# G.A.D.
«G.A.D.» — музыкальный альбом группы Hladno pivo. Издан в 1995 году лейблом Croatia Records. Длительность композиций составляет 38:24. Альбом относят к направлению панк-рок.

## Описание
Обложка альбома изображает человека, одна половина которого находится в квартире и смотрит телевизор, а другая — в кафе. Подобная картинка показывает контраст между публичным и частным пространством, о чём, вероятно, и рассказывают песни из альбома. Большинство композиций также отражают критику тогдашней общественно-политической ситуации, в то время как несколько песен имеют интимный характер: «Razmišljam», «Tišina» и «Usamljeni u gomili». Песни «Od buđenja do dnevnika», «7 noć» (высмеивает музыкальное шоу Седьмая ночь, выходившее в то время на HRT в воскресенье вечером, отсюда и название) и «MTV» (исполнялось на английском языке), наряду с другими темами говорят о просмотре телевизора.

## Список композиций
1. «Razmišljam» — 2:26
2. «U ritmu dlakave guze» — 2:27
3. «Šank» — 2:53
4. «Moralne dileme vlasnika BMW-a» — 3:11
5. «Izlazak u grad» — 2:10
6. «Tamburaši» — 2:41
7. «Country (Will The Circle be Unbroken)» — 2:17
8. «Od budenja do dnevnika» — 3:04
9. «Diznilend» — 2:05
10. «Rigoletto» — 1:22
11. «MTV» — 2:39
12. «7. Noć» — 1:58
13. «Usamljeni u gomili» — 3:28
14. «Tišina» — 3:50
15. «Bila je…» — 2:29